# Katowice Open
Katowice Open — професійний жіночий тенісний турнір, який проводили у квітні на закритому твердому корті в Катовицях (Польща). Змагання проходили під егідою жіночої тенісної асоціації (WTA) як турнір міжнародного рівня в рамках Туру WTA. Katowice Open прийшов на зміну Open Open з сезону WTA Tour 2013. Офіційним м'ячем турніру став Babolat Roland Garros. Організатором турніру стала компанія SOS Music з Торуня, що отримала ліцензію від спортивного агентства Octagon. Telewizja Polska стала телевізійним партнером змагань. Турнір транслювався у квітні на каналі TVP.
Від 2014 року поверхню змінили з ґрунтової на тверду.
Починаючи з 2017 року Octagon вирішив перенести турнір до Біля, де його стали називати Ladies Open Biel Bienne.

## Фінали

### Одиночний розряд
| Year | Champions              | Runners-up     | Score              |
| ---- | ---------------------- | -------------- | ------------------ |
| 2013 | Роберта Вінчі          | Петра Квітова  | 7–6(7–2), 6–1      |
| 2014 | Алізе Корне            | Каміла Джорджі | 7–6(7–3), 5–7, 7–5 |
| 2015 | Анна Кароліна Шмідлова | Каміла Джорджі | 6–4, 6–3           |
| 2016 | Домініка Цібулкова     | Каміла Джорджі | 6–4, 6–0           |

### Парний розряд
| Year | Champions                                             | Runners-up                                   | Score            |
| ---- | ----------------------------------------------------- | -------------------------------------------- | ---------------- |
| 2013 | Лара Арруабаррена Лурдес Домінгес Ліно                | Raluca Olaru Valeria Solovyeva               | 6–4, 7–5         |
| 2014 | Бейгельзимер Юлія Емануїлівна Савчук Ольга Миколаївна | Клара Закопалова Моніка Нікулеску            | 6–4, 5–7, [10–7] |
| 2015 | Ysaline Bonaventure Демі Схюрс                        | Gioia Barbieri Карін Кнапп                   | 7–5, 4–6, [10–6] |
| 2016 | Ходзумі Ері Miyu Kato                                 | Івахненко Валентина Юріївна Marina Melnikova | 3–6, 7–5, [10–8] |